# 14e arrondissement (Parijs)
Het 14e arrondissement is een van de 20 arrondissementen van Parijs.

## Wijken
Zoals alle arrondissementen, is ook het 14e opgedeeld in vier kwartieren (quartiers in het Frans).
- Quartier du Montparnasse
- Quartier du Parc Montsouris
- Quartier du Petit-Montrouge
- Quartier de Plaisance

## Bezienswaardigheden
- Cité Universitaire
- Observatoire

## Bevolking
| Jaar | Bevolking | Dichtheid      |
| ---- | --------- | -------------- |
| 1954 | 181.414   | 32.274 inw/km² |
| 1962 | 178.149   | 31.693 inw/km² |
| 1968 | 167.093   | 29.727 inw/km² |
| 1975 | 149.137   | 26.532 inw/km² |
| 1982 | 138.596   | 24.657 inw/km² |
| 1990 | 136.574   | 24.297 inw/km² |
| 1999 | 132.844   | 23.634 inw/km² |
| 2015 | 139.992   | 21.144 inw/km² |

- Bibliothèque nationale de France: cb11941781p (data)
- Gemeinsame Normdatei: 4499795-4
- International Standard Name Identifier: 0000 0000 8785 3014
- Système universitaire de documentation: 129099392
- Virtual International Authority File: 127628223